# Pseudechidna
Pseudechidna is een monotypisch geslacht van straalvinnige vissen uit de familie van de Muraenidae (Murenen).

## Soort
- Pseudechidna brummeri (Bleeker, 1859)